# 金鹰955电台
金鹰955电台，也称为湖南电台金鹰之声，是中华人民共和国湖南省的一条广播电台频道，定位为私家车电台。该台为中国第一条由电视台开办的广播电台频道。